# Wei Xiaoyuan
Wei Xiaoyuan (Guangxi, 25 augustus 2004) is een Chinese gymnaste. Haar beste toestel is de brug met ongelijke leggers.

## Carrière
Op het wereldkampioenschap turnen van 2021 won ze de gouden medaille op brug.
In 2022 verdedigde ze haar titel met succes: ze haalde opnieuw goud op de wereldkampioenschappen op brug. In de teamfinale werden de Chinese gymnastes 6e.

## Resultaten
| Jaar | Plaats                         | Resultaten     |
| ---- | ------------------------------ | -------------- |
| 2021 | Wereldkampioenschap Kitakyushu | brug           |
| 2022 | Wereldkampioenschap Liverpool  | brug · 6e team |

1950: Gertrude Kolar / Ann-Sofi Pettersson ·
1954: Ágnes Keleti ·
1958: Larissa Latynina ·
1962: Irina Pervushina ·
1966: Natalja Koetsjinskaja ·
1970: Karin Janz ·
1974: Annelore Zinke ·
1978: Marcia Frederick ·
1979: Maxi Gnauck / Ma Yanhong ·
1981: Maxi Gnauck ·
1983: Maxi Gnauck ·
1985: Gabriele Faehnrich ·
1987: Daniela Silivaș / Dörte Thümmler ·
1989: Fan Di / Daniela Silivaș ·
1991: Kim Gwang-suk ·
1992: Lavinia Miloșovici ·
1993: Shannon Miller ·
1994: Luo Li ·
1995: Svetlana Chorkina ·
1996: Svetlana Chorkina / Elena Piskun ·
1997: Svetlana Chorkina ·
1999: Svetlana Chorkina ·
2001: Svetlana Chorkina ·
2002: Courtney Kupets ·
2003: Chellsie Memmel / Hollie Vise ·
2005: Nastia Liukin ·
2006: Beth Tweddle ·
2007: Ksenia Semenova ·
2009: He Kexin ·
2010: Beth Tweddle ·
2011: Viktoria Komova ·
2013: Huang Huidan ·
2014: Yao Jinnan ·
2015: Fan / Kocian /  Komova /  Spiridonova ·
2017: Fan Yilin ·
2018: Nina Derwael ·
2019: Nina Derwael ·
2021: Wei Xiaoyuan·
2022: Wei Xiaoyuan·
2023: Qiu Qiyuan·